# Вулиця Горбкова
Вулиця Горбкова — вулиця у Шевченківському районі міста Львова, у місцевості Клепарів. Пролягає від вулиці Варшавської на захід, до залізниці, завершується глухим кутом.

## Історія
Вулиця виникла у першій третині XX століття, не пізніше 1931 року отримала офіційну назву Гірська, у 1933 році перейменована на Горбкову, під час німецької окупації Львова — Гюґельґассе.
Забудову вулиці складають будинки у стилі сецесії та конструктивізму 1930-х років, а також сучасні приватні садиби.